# Xenoblade Chronicles X
Xenoblade Chronicles X, souvent abrégé en XCX, appelé en japonais Xenoblade Cross (ゼノブレイド・クロス, Zenobureido Kurosu), est un jeu vidéo de rôle en monde ouvert développé par Monolith Soft et édité par Nintendo sur Wii U. Il est sorti le 29 avril 2015 au Japon et le 4 décembre 2015 en Europe et Amérique du Nord. Il est annoncé par le biais d'une bande-annonce lors de la diffusion d'un Nintendo Direct en janvier 2013.
Une version remastérisée intitulée Xenoblade Chronicles X: Definitive Edition (XCXDE) est sortie le 20 mars 2025 sur Nintendo Switch et propose des ajouts scénaristiques.

## Synopsis
Le jeu se déroule en l'an 2054 où deux races extraterrestres décident de livrer bataille juste au-dessus de la Terre, détruisant la planète. L'humanité se voit obligée d'abandonner son monde natal pour survivre, grâce à des arches interstellaires transportant des villes entières. Lors de la tentative désespérée de fuir la planète, de nombreux vaisseaux sont détruits par les armées en orbite, mais quelques-uns parviennent à passer le barrage, avant que la Terre, trop endommagée par les conflits, n'explose. Le jeu suit alors l'histoire de l'arche des États-Unis d'Amérique, qui finira par être retrouvée par des poursuivants extraterrestres et s'écrasera sur une planète inexplorée appelée Mira.
Lors du crash, de nombreuses capsules de survie furent éjectées du vaisseau. Le personnage principal, que le joueur peut modifier avant de continuer, se trouvait dans l'une de ces capsules, et sera retrouvé 2 mois après le crash par une jeune femme nommée Elma.

## Personnages

### Héros principaux
Ces personnages sont débloqués pendant la quête principale du jeu :
- Elma est une colonelle du BLADE, ainsi que la chef de la division de Reclaimers (ayant pour but de retrouver des morceaux de la Grande Blanche, vaisseau avec lequel l'humanité s'est enfuie). C'est elle qui trouvera le héros et le fera sortir de son état de stase.
- Lin est une mécanicienne de génie seulement âgée de 13 ans. Elle fait partie de la division des Outfitters (ayant pour but de développer les Skells, des robots de combat). Elle perdit ses parents pendant la destruction de la Terre.
- Tatsu est un indigène de l'espèce des Nopons. Il s'était fait capturer par le Ganglion, mais il fut sauvé par l'équipe d'Elma.
- Doug est un membre de la division des Harriers (ayant pour but de neutraliser des indigènes dangereux). Avant la destruction de la Terre, il était un subordonné d'Elma.
- Lao est le chef de la division des Pathfinders (ayant pour but de placer des sondes sur Mira, pour mieux comprendre son écosystème et développer le FrontierNav). Il est un ami proche de Doug, qu'il connaissait bien avant la destruction de la Terre. Il a malheureusement perdu sa femme et sa fille, car il n'a pas réussi à les faire monter dans la Grande Blanche.
- Irina est un membre de la division des Interceptors (ayant pour but d'intercepter des indigènes). Elle était une subordonnée d'Elma avant la destruction de la Terre, et elle la respecte énormément. Leon, son frère, a malheureusement péri sur la Terre.
- Gwen est un membre de la division des Interceptors et il fait équipe avec Irina, dont il est d'ailleurs amoureux. Il était un ami proche de Leon, et sa motivation pour rejoindre BLADE était d'honorer la mémoire de ce dernier.
- L'Cirufe est un indigène d'une espèce inconnue. Il a une soif de savoir immense et est très intéressé par l'espèce humaine. C'est également un inventeur ingénieux, qui vend ses créations aux Nopons, et par la suite aux Humains.

### Héros secondaires
Ces personnages sont débloqués grâce à des quêtes secondaires à l'histoire principale :
- Nagi était le chef de la Grande Blanche et est désormais le Ministre de La Défense de New Los Angeles.
- Frye est un membre de la division des Interceptors. Il est le grand frère de Phog.
- Phog est un membre de la division des Prospectors (ayant pour but de découvrir Mira et de prélever des minerais). Il se fatigue vite et est très étourdi, ce qui énerve son grand frère.
- Hope est une membre de la division des Mediators (ayant pour but d'aider la population de New Los Angeles dans leur vie de tous les jours en essayant de résoudre leurs problèmes). Elle fait toujours son maximum pour le bien des habitants, jusqu'à accepter des missions au-delà de ses compétences.
- Mia est une membre de la division des Curators (ayant pour but de surveiller des zones particulières sur Mira et de récupérer des ressources). Ses parents ont battu le record de l'ascension de l'Everest, mais ils ont malheureusement disparu lors de la descente. Elle partage leur goût de l'exploration, mais son imprudence a souvent tendance à la mettre en danger.
- La Sicaire est une membre de la division des Curators, dont la seule préoccupation semble être l'argent. Elle connaît Irina depuis l'enfance et elles se détestent mutuellement. Elle tentera même de la tuer durant une mission pour empocher toute la récompense en manipulant des membres de son équipe. Elle semble malgré tout montrer de l'intérêt pour le héros.
- Celica est une indigène d'une espèce inconnue. Son village a été détruit par Rock, un autre indigène, forcé par le Ganglion. Ils s'échapperont tous les deux par la suite et deviendront extrêmement proches. Ils seront chassés par le Ganglion mais l'équipe d'Elma les sauvera. À cause des dépenses de nourriture astronomiques de Rock, Celica décidera en retour de rejoindre BLADE, dans la division des Prospectors pour aider à la prospérité de New Los Angles.
- Alexa est une membre de la division des Outfitters. Elle a une relation très particulière avec ses Skells, qu'elle considère comme des êtres humains à part entière.
- HB est un membre de la division des Pathfinders. Il considère le héros comme son rival et travaille avec lui uniquement dans le but de le surpasser. Il possède un ego surdimensionné.
- Bozé est un membre de la division des Harriers. Il a une haine profonde envers les indigènes, même si ces derniers lui veulent du bien, et il n'hésitera pas à les laisser mourir. Ancien professeur, il est toujours respecté pour sa sagesse par ses anciens élèves.
- Yelv est un membre de la division des Reclaimers. Il est réputé pour être extrêmement direct, et il travaille donc la plupart du temps seul. Il se prend malgré tout d'affection pour le héros.

### Antagonistes
- Luxaar est le chef du Ganglion, une organisation composée d'indigènes ayant pour but d'éradiquer la race humaine.
- Goetia est une indigène d'une espèce inconnue, membre éminente du Ganglion. Elle utilise ses tentacules pour produire des décharges électriques.
- Ryyz est une indigène d'une espèce inconnue, semblable à celle de Celica. Elle est une membre éminente du Ganglion, même si elle ne prend pas en compte les ordres de ses supérieurs. Elle possède également des pouvoirs télékinésiques.
- Dagahn est un indigène d'une espèce inconnue, semblable à celle de Rock. Il accompagne Ryyz dans ses missions. Il est très protecteur envers elle, mais semble intimidé par son caractère.
- Ga Jiarg est un indigène de l'espèce des Wrothians, des sortes de félins bipèdes, et il en est le prince. Il a rejoint le Ganglion par contrainte, pour aider son peuple.
- Ga Buidhe est une indigène de l'espèce des Wrothians. Elle accompagne Ga Jiarg dans ses missions. Elle est inquiétée par la situation du prince, même si elle est parfois en désaccord avec lui.

## Système de jeu
Le jeu propose l'exploration de vastes mondes ouverts comme dans Xenoblade Chronicles, avec la possibilité de se déplacer et combattre à l'aide de mechas (nommés Dolls en japonais et Skells dans les autres langues),. 

### Exploration et quêtes
Le système de jeu est basé en grande partie sur l'exploration d'un monde ouvert, de sorte que la progression n'est pas linéaire (beaucoup moins que dans l'épisode précédent). En effet, le jeu se base entièrement sur un système de missions/quêtes à remplir, lesquelles peuvent être acceptés sous certaines conditions. On trouve ainsi 4 types de quêtes :
- Les missions de base : Il s'agit de quêtes banales de types MMORPG peu scénarisées : tuer autant de tel type de monstre, récupérer x exemplaire de l'objet y etc. Elles sont acceptées via le tableau des missions, et on ne peut en accepter que 20 simultanément.
- Les missions normales : Ce sont des missions plus classiques comme celles qu'on retrouve dans Xenoblade Chronicles, un peu plus scénarisées : il s'agit typiquement de rendre service à un PNJ. Elles sont plus longues que les missions de base, avec plusieurs objectifs à réaliser pour les compléter. Le joueur peut en accepter autant qu'il le souhaite simultanément.
- Les missions d'entente : Ces missions sont très scénarisées mais la plupart du temps facultatives. Elles ont pour but de creuser le background des personnages jouables. On ne peut les accepter que sous certaines conditions : atteindre un certain niveau d'entente avec le personnage concerné (en ce sens, elles remplacent les "tête-à-tête" de Xenoblade Chronicles), avoir ou ne pas avoir certains personnages dans son équipe, atteindre un niveau donné ou avoir accepté une mission de base précise. On ne peut en accepter qu'une seule à la fois, et aucune mission principale ne doit être en cours.
- Les missions principales : Ce sont elles qui font réellement progresser le scénario et sont donc obligatoires pour venir à bout du jeu. Elles nécessitent certaines conditions pour être acceptées (niveau, pourcentage d'exploration d'une région, personnages dans l'équipe) et de ne pas avoir accepté de mission d'entente. De ce fait, il peut arriver que plusieurs heures de jeu s'écoulent entre deux missions principales car les conditions ne sont pas remplies.

Les missions sont donc la principale motivation du joueur pour l'exploration des vastes continents du jeu au nombre de 5 : Primordia, Noctilum, Oblivia, Sylvalum et Cauldros (en plus de New Los Angeles, une région à part entière).
Le territoire de chacune des régions est divisé en sections hexagonales avec chacune un objectif à remplir pour être "complétées". Leur carte se révèle en plaçant des sondes sur place, sondes qui servent également à rapporter de l'argent au joueur, des ressources précieuses et du "Miranium", un composé aux applications multiples. C'est en complétant des sections et posant des sondes que le pourcentage d'exploration de chaque région augmente (ainsi que le pourcentage d'exploration global).

### Système de combat
Le système de jeu est proche de celui de Xenoblade (basé sur un système d’« arts ») mais peaufiné, comme l’a souligné Satoru Iwata lors d’une présentation Nintendo Direct en février 2014. Ceux-ci peuvent notamment être rechargés 2 fois après utilisation, augmentant leurs effets. À la différence de Xenoblade, jusqu’à quatre personnages peuvent combattre simultanément au lieu de trois. Le système de jauge de formation et de tension a été revu : désormais, chaque personnage a sa jauge de tension personnelle (différente s'il combat à pied ou à bord d'un Skell) qui permet soit d'utiliser un art de tension (1 000 points), soit de ranimer un personnage hors de combat (3 000), soit de déclencher le "Métamode" (3 000), celle-ci se remplissant au fur et à mesure des auto-attaques. Il n'est plus possible d'exécuter des enchaînements, mais à la place a été ajouté le Métamode qui, lorsqu'il est activé, permet une recharge très rapide des arts, et de les charger une troisième fois (au lieu de deux en temps normal).

### Mode en ligne
Le jeu intègre une composante de jeu en ligne assez originale. En effet, le jeu se joue en solo mais le joueur, lorsqu'il est connecté, doit rejoindre une "escouade" composée de plusieurs dizaines d'autres joueurs. Il peut alors croiser les avatars d'autres joueurs dans l'environnement avec la possibilité de les recruter temporairement dans son équipe. D'autre part, des objectifs communs sont régulièrement assignés aux membres de l'escouade, demandant de tuer dans sa partie un certain nombre de monstres d'un type précis dans le temps imparti. Si ces objectifs sont remplis, les joueurs peuvent partir ensemble lors de courtes missions pour tuer des monstres (type de mission semblable à celles d'un jeu comme Monster Hunter). Au bout du compte, les joueurs remportent des "tickets récompense" qu'ils peuvent échanger contre des matériaux utiles.

## Développement
Le jeu a été annoncé sous le titre X pour la première fois en janvier 2013 lors d'un Nintendo Direct. Une démonstration a ensuite été montrée lors de l'E3 2013 lors de laquelle Nintendo a confirmé une sortie du jeu pour 2014. Satoru Iwata, président de Nintendo, désirait créer un jeu à monde ouvert très vaste avec un aspect exploration important.
En janvier 2014, Monolith Soft annonce rechercher un game planner avec de l'expérience dans les jeux en ligne, laissant penser que le jeu pourrait être un MMORPG ou avoir un multijoueur en ligne. Lors de l'E3 2014, Nintendo dévoile le nom définitif, Xenoblade Chronicles X, et annonce une sortie pour 2015.
Le jeu est commercialisé le 29 avril 2015 au Japon et le 4 décembre 2015 en Amérique du Nord et en Europe.
Un DLC contenant de nouveaux personnages recrutables et quêtes est sorti au Japon, mais étant sorti avant la sortie du jeu en Occident, ce DLC est inclus de base dans la version occidentale.

## Voix anglaises
Les personnages de la version occidentale du jeu ont été entièrement doublés en anglais. Les voix japonaises ne sont pas disponibles dans la version Wii U. Voici la liste des personnages et des acteurs ayant effectué leur doublage en anglais :
- Elma : Caitlin Glass
- Lin : Cassandra Lee Morris
- Tatsu : Chris Cason
- Irina : Carrie Keranen
- Gwen : Michael Sinterniklaas
- Lao : Matt Mercer
- Doug : Patrick Seitz
- L : Ray Chase
- Ga Buidhe : Cindy Robinson
- Maurice : Kirk Thornton
- Goetia : Rachel Robinson
- Dahgan : Patrick Seitz
- Celica : Mela Lee
- Rock : Nicolas Roye
- Yelv : Kaiji Tang
- Bozé : Chris Jai Alex
- H.B. : D.C. Douglas
- Frye : Doug Erholtz
- Phog : Josh Grelle
- Alexa : Cherami Leigh
- Hope : Alexis Tipton
- Avatars : Kira Buckland, Robbie Daymond, Ben Diskin, Erin Fitzgerald, Kate Higgins, Adam Howden, Yuri Lowenthal, Mary Elizabeth McGlynn, Bryce Papenbrook, Tara Platt, Carina Reeves, Keith Silverstein, Cristina Valenzuela, Dan Woren